# Hispania Nostra
Hispania Nostra es una asociación sin ánimo de lucro española, declarada de utilidad pública, que tiene como finalidad la defensa, salvaguarda y puesta en valor del patrimonio cultural y natural de España a través de la educación, difusión y diferentes programas culturales. Elabora además una Lista Roja, Negra y Verde sobre bienes en peligro o desaparecidos.

## Historia
El origen de Hispania Nostra se remonta a 1976, en sintonía con la organización Europa Nostra y gracias a la unión de profesionales y académicos de diferentes ámbitos relacionados con el patrimonio cultural, cuyo objetivo era dar respuesta al abandono y los problemas que sufría el patrimonio cultural español por medio de la defensa, promoción y puesta en valor.
Así, Hispania Nostra ha trabajado en la defensa del patrimonio cultural, promoviendo la puesta en valor del mismo como fuente de identidad cultural y desarrollo sostenible a través de proyectos, campañas y actividades. De esta manera, la asociación ha logrado crear conciencia en la sociedad española sobre la importancia en la conservación del patrimonio cultural, siendo referente durante más de 40 años para instituciones y profesionales del campo nacional e internacional.
Entre sus logros más destacados, Hispania Nostra ha participado en la restauración, difusión y apoyo a numerosos bienes patrimoniales muebles e inmuebles, además de haber sido clave en la creación de movimientos y campañas para la protección del patrimonio cultural inmaterial.
La labor de Hispania Nostra ha extendido su alcance a nivel internacional, colaborando con organizaciones internacionales y socios en países como México o Brasil para la conservación y puesta en valor del patrimonio cultural extranjero.
En la actualidad, Hispania Nostra sigue trabajando activamente en la defensa del patrimonio cultural y su valoración como fuente de identidad y desarrollo sostenible para garantizar que el rico legado cultural español sea preservado y disfrutado por las generaciones presentes y futuras.

## Actividad
La asociación Hispania Nostra defiende el patrimonio cultural en toda su integridad conceptual y geográfica y desarrolla numerosos programas, entre los que destacan:
- Los Premios Hispania Nostra a las Buenas Prácticas en materia de conservación y restauración del patrimonio cultural y natural desde 2011.[13]
- La Reunión Anual de Asociaciones y Entidades relacionadas con el Patrimonio Cultural. Desde 1978 y hasta 2015 se han realizado 34 encuentros.[14][15]
- El apoyo a otras asociaciones de defensa del patrimonio.[16]
- El dictado de conferencias, ciclos temáticos, jornadas y debates sobre materias relacionadas con las buenas prácticas y todos sus fines fundacionales.
- Las publicaciones como la revista Hispania Nostra y Patrimonio Cultural y Derecho[17]
- La confección de la Lista Roja de Patrimonio en peligro.[18][19]
- La gestión de las candidaturas españolas en el Premio Unión Europea de Patrimonio Cultural / Europa Nostra.[20]

### Reunión Anual de Asociaciones
La asociación Hispania Nostra promueve, desde 1978, una Reunión anual de Asociaciones y Entidades relacionadas con la defensa, recuperación y difusión del patrimonio Cultural y natural.
De esta manera, las Reuniones Anuales de Asociaciones de Hispania Nostra son un punto de encuentro para miembros y simpatizantes de la asociación mediante la exposición de temas de interés sobre el patrimonio cultural, en los que se fomenta la colaboración entre los diferentes miembros y asociaciones que conforman la organización.
La ubicación de las reuniones varía anualmente, lo que permite aumentar la visibilidad y puesta en valor de diferentes lugares de la geografía española mediante la realización de actividades y visitas a monumentos y edificios históricos, así como una programación de ponencias y mesas redondas sobre temas de actualidad relacionados con el patrimonio cultural.
Además, las Reuniones Anuales de Asociaciones de Hispania Nostra tienen la utilidad de servir como espacio para dar reconocimiento y premiar la labor de personas y entidades dedicadas a la salvaguarda del patrimonio cultural español en categorías como la conservación, difusión o sensibilización.
La 42ª reunión tuvo lugar en Badajoz, Extremadura, entre el 23 y 26 de marzo de 2023.

### Premios
Los Premios Hispania Nostra se convocan conjuntamente por la Asociación Hispania Nostra y la Fundación Banco Santander, con la intención de contribuir a la difusión de las buenas prácticas en el ámbito del patrimonio cultural y natural en España.
Se consideran buenas prácticas aquellas que plantean soluciones creativas y sostenibles, generan ideas o proporcionan directrices que favorecen la adopción de medidas eficaces para el desarrollo de nuevos proyectos. La UNESCO específica como características de las Buenas Prácticas: la innovación, la eficacia, la sostenibilidad, la ejemplaridad y la transferibilidad, entre otras materias.
En 2012 se produjo la primera convocatoria de estos premios anuales, que se otorgaron en tres categorías:
- Premio a la intervención en el territorio o en el paisaje.[28]
- Premio a la conservación del patrimonio como factor de desarrollo económico y social.[29]
- Premio a la señalización del Patrimonio Cultural.[30]

Además, Hispania Nostra, como parte integrante de Europa Nostra, se encarga en España de la gestión de la convocatoria anual de los mencionados galardones, ocupándose de la presentación de los proyectos españoles, así como de la difusión y coordinación de los premios que haya obtenido España. Desde su inicio, se han concedido 190 premios, cuya documentación está en fase de estudio.

### Lista Roja del Patrimonio

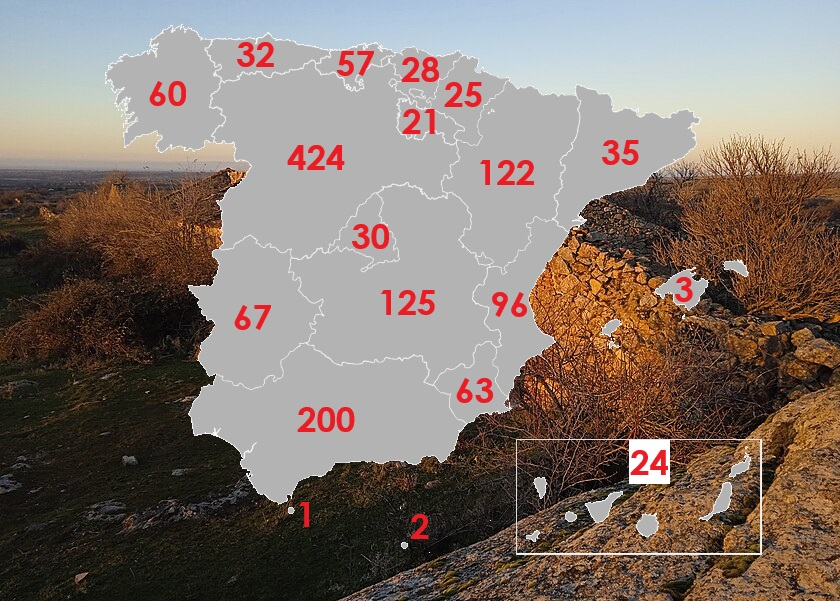
Número de monumentos en la Lista por autonomías a 5 de julio de 2024

La Lista Roja del Patrimonio es una iniciativa nacida en noviembre de 2007, con el fin de dar a conocer y proteger aquella parte del patrimonio histórico que se encuentra en estado de abandono y riesgo de desaparición. Se elabora bajo supervisión de una comisión científica integrada por especialistas en la materia y se recogen aquellos bienes culturales que, en función de una serie de criterios de inclusión predeterminados, se considera tienen un valor único y corren el riesgo de desaparecer debido a la degradación, desconocimiento, expolio, urbanización descontrolada o alteración irreflexiva de sus valores.
Las categorías en que se divide son: patrimonio arqueológico, patrimonio civil, patrimonio religioso, patrimonio industrial, patrimonio militar y patrimonio natural. De esta manera, se da respuesta a una necesidad no cubierta hasta entonces como es la de contar con un instrumento de sensibilización y alerta de las diferentes categorías que componen el patrimonio cultural español.
La Lista Roja se actualiza periódicamente, con el fin de dar a conocer los cambios en el estado de conservación de los bienes culturales, las medidas adoptadas para su protección y su futuro traspaso a las listas Negra o Verde así como la inclusión de nuevos bienes. Por tanto, es una herramienta útil y necesaria para garantizar la protección de nuestro patrimonio cultural y fomentar la colaboración entre instituciones y ciudadanía.
Los criterios de inclusión en la Lista Roja son de naturaleza tanto objetiva como subjetiva:
- Nivel de protección legal
- Amenazas (presencia o probabilidad de sucesos dañinos)
- Situación de abandono o negligencia
- Circunstancias que han propiciado el deterioro
- Vulnerabilidad
- Existencia o no de un plan de intervención (aunque no sea de manera inmediata)
- Valor patrimonial
- Relevancia Social

De igual manera, Hispania Nostra elabora una Lista Negra, compuesta por aquellos bienes patrimoniales irrecuperables o ya desaparecidos, y una Lista Verde, con bienes que, estando previamente en la Lista Roja, han sido recuperados.

## Apoyo
El apoyo de la sociedad es clave para el funcionamiento de Hispania Nostra, siendo determinante para el éxito de los proyectos de recuperación del patrimonio español. Así, las personas pueden apoyar a Hispania Nostra por diversos medios, haciéndose socios de la asociación, participando activamente en programas de voluntariado o donando a los diversos proyectos a través de las campañas de micromecenazgo.
Al hacerse socias de Hispania Nostra, las personas físicas o jurídicas pueden contribuir a la protección y conservación del patrimonio cultural en España, además de disfrutar de ventajas y beneficios exclusivos, como descuentos en actividades y publicaciones, además de acceso a eventos y visitas guiadas.
Por otro lado, a través de las campañas de micromecenazgo, las personas pueden colaborar en proyectos concretos de protección y conservación del patrimonio cultural. Estas donaciones, independientemente de la cantidad, contribuyen a la protección y conservación de bienes patrimoniales en riesgo de desaparición y pérdida. Además, las donaciones conllevan una desgravación fiscal de entre un 80% y un 35% en función de la cantidad, además de verse retribuidas por diversos tipos de recompensas establecidas por los promotores.

## Presidentes
La Presidenta de Honor de la asociación es la reina consorte de España, quien ha presidido las ceremonias de entrega de los Premios Unión Europea de Patrimonio Cultural/Premios Europa Nostra y de los Premios Hispania Nostra. Desde 1976, los presidentes de la asociación han sido:
- Carlos Fitz-James Stuart y Martinez de Irujo, XIX duque de Alba de Tormes (1976-1980)
- Justino de Azcárate (1980-1987)
- Carmen Ortueta de Salas (1987-1992)
- Álvaro Fernández-Villaverde y Silva, marqués de Santa Cruz (1992-1997)
- Santiago de Ybarra y Churruca (1997-2003)
- Alfredo Pérez de Armiñán y de la Serna (2003-2011)
- Araceli Pereda Alonso[45][46] (desde 2011)